# 米努夫省
米努夫省（阿拉伯语：محافظة المنوفية），或曼努菲亚省，是埃及二十九省之一，位于尼羅河三角洲南部，東為尼羅河正流，西為拉希德支流。首府希賓庫姆。面积1,532平方公里，人口3,270,404人（2006年统计）。
米努夫省是現在埃及兩任總統的出生地：穆罕默德·安瓦爾·薩達特（1918-1981）與穆罕默德·胡斯尼·穆巴拉克（1928-2020）。

## 外部連結
- 官方網頁 （阿拉伯文）